# Denis Scherbitskiy
Denis Scherbitskiy (tiếng Belarus: Дзяніс Шчарбіцкі; tiếng Nga: Денис Щербицкий; sinh 14 tháng 4 năm 1996) là một cầu thủ bóng đá Belarus. Tính đến năm 2017, anh thi đấu cho BATE Borisov.

## Danh hiệu
BATE Borisov
- Vô địch Giải bóng đá ngoại hạng Belarus: 2016, 2017
- Vô địch Siêu cúp bóng đá Belarus: 2017